# Clima semitropical

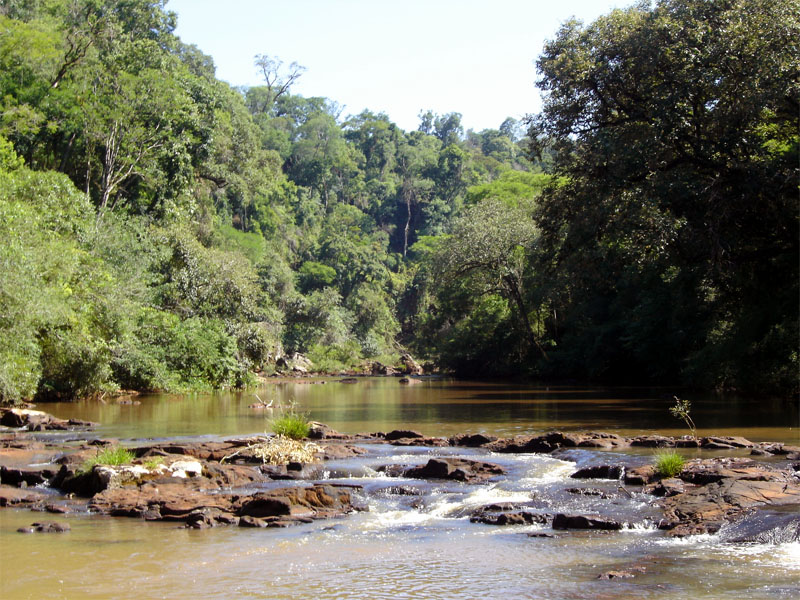
Mata atlántica en la cuenca del río Alto Paraná, ecosistema característico del clima semitropical húmedo.

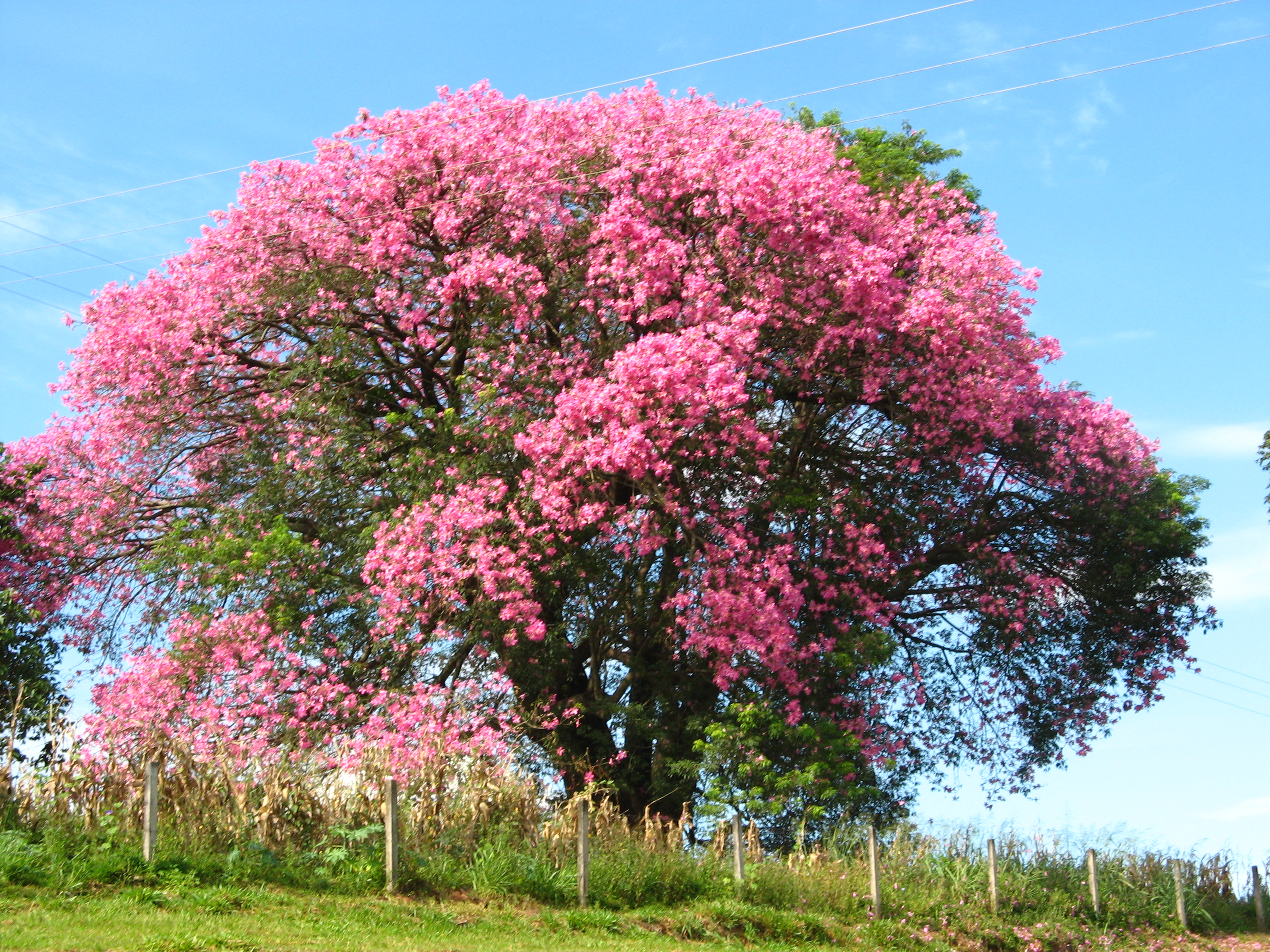
Palo borracho rosado, ejemplo de árbol característico de los climas semitropical húmedo y semiestépico.

El clima semitropical, es una variante cálida del clima subtropical. Las áreas con climas semitropicales generalmente se encuentran del lado centro-oriental de los continentes, y a la latitud de los trópicos, con áreas en ambos hemisferios, pero ocupan mayor superficie en el hemisferio sur. 

## Clasificación

### Definición térmica
Al clima semitropical la clasificación climática de Papadakis, lo incluye dentro de los climas de tipo subtropical, es decir, le asigna el número climático 4, pero para que sea clima semitropical debe combinar por un lado que el mes más frío sea: «m», «n», «o», «M», «N», «O», y por el otro que el número térmico (comparación entre los meses más fríos versus los más cálidos) sea: «8». 
- mes más frío «m»: mínima extrema absoluta media: entre -2.5 y 0 °C; mínima media: superior a 8 °C; máxima media: entre 21 y 25 °C. Ejemplo: Nueva Pompeya, provincia del Chaco, Argentina.
- mes más frío «n»: mínima extrema absoluta media: entre 0 y 2 °C; mínima media: superior a 8 °C; máxima media: entre 21 y 25 °C. Ejemplo: Encarnación, Paraguay.
- mes más frío «o»: mínima extrema absoluta media: entre 2 y 7 °C; máxima media: entre 21 y 25 °C. Ejemplo: ciudad de Corrientes, Argentina.
- mes más frío «M»: mínima extrema absoluta media: entre -2.5 y 0 °C; máxima media: superior a 25 °C. Ejemplo: Coemba, Angola.
- mes más frío «N»: mínima extrema absoluta media: entre 0 y 2 °C; máxima media: superior a 25 °C. Ejemplo: Misión Inglesa, Paraguay.
- mes más frío «O»: mínima extrema absoluta media: entre 2 y 7 °C; máxima media: superior a 25 °C. Ejemplo: Puerto Casado, Paraguay.
- número térmico «8»: promedio de las máximas medias de los 6 meses más cálidos: superior a 25 °C; mínima extrema media durante 4 meses y medio o más: superior a 7 °C; mínima media en por lo menos 1 mes: inferior a 18 °C. Ejemplo: Puerto Iguazú, Argentina.

### Subdivisiones
Las precipitaciones, tanto su cantidad como la distribución a lo largo del año, además del tipo de verano, definen las tres variantes de los climas semitropicales. En los tres tipos el mes más frío es: «m», «n», «o», «M», «N», ó «O»:
- Semitropical continental (número climático: 4.3): régimen hídrico monzónico; las precipitaciones en primavera son menores al 50% de la evapotranspiración potencial; meses secos: 3 o más; mes más cálido con máxima media superior a 33,5 °C. Ejemplo: Rivadavia, en provincia de Salta, Argentina.

- Semitropical húmedo (número climático: 4.4): régimen hídrico húmedo (las precipitaciones anuales superan a la evapotranspiración potencial, y ningún mes es seco) o monzónico lluvioso. Ejemplo: Miami, en Florida, Estados Unidos.

- Semitropical semiestépico (número climático: 4.6): precipitaciones en primavera son mayores al 50% de la evapotranspiración potencial; régimen hídrico monzónico seco o estépico. Ejemplo: Asunción, Paraguay.

### Clasificación según Köppen
En la clasificación climática de Köppen, al clima semitropical se lo incluye dentro de los climas del tipo Templado/Mesotermal (letra «C»).

## Características
Las áreas con climas semitropical cuentan con muchas de las características del clima subtropical, pero en ellas la vernalización invernal no es suficiente, por lo que los cultivos con necesidades criófilas sufren o sólo se hacen empleando variedades de bajo requerimiento de frío. Como resultado, estas regiones presentan tanto las desventajas de los climas tropicales (vernalización exigua), como las desventajas de los climas subtropicales (inviernos con heladas).

## Regiones con clima semitropical
El clima semitropical, en sus tres variantes, se encuentra en el centro de América del Sur; en sectores de la costa del golfo de México en América del Norte; en Angola, y Mozambique en África; en Pakistán, y la India en Asia; y en el centro-norte de Australia en Oceanía.

### Semitropical continental (número climático: 4.3)
El clima semitropical continental se encuentra en América del Norte, en sectores de la costa del golfo de México en México.

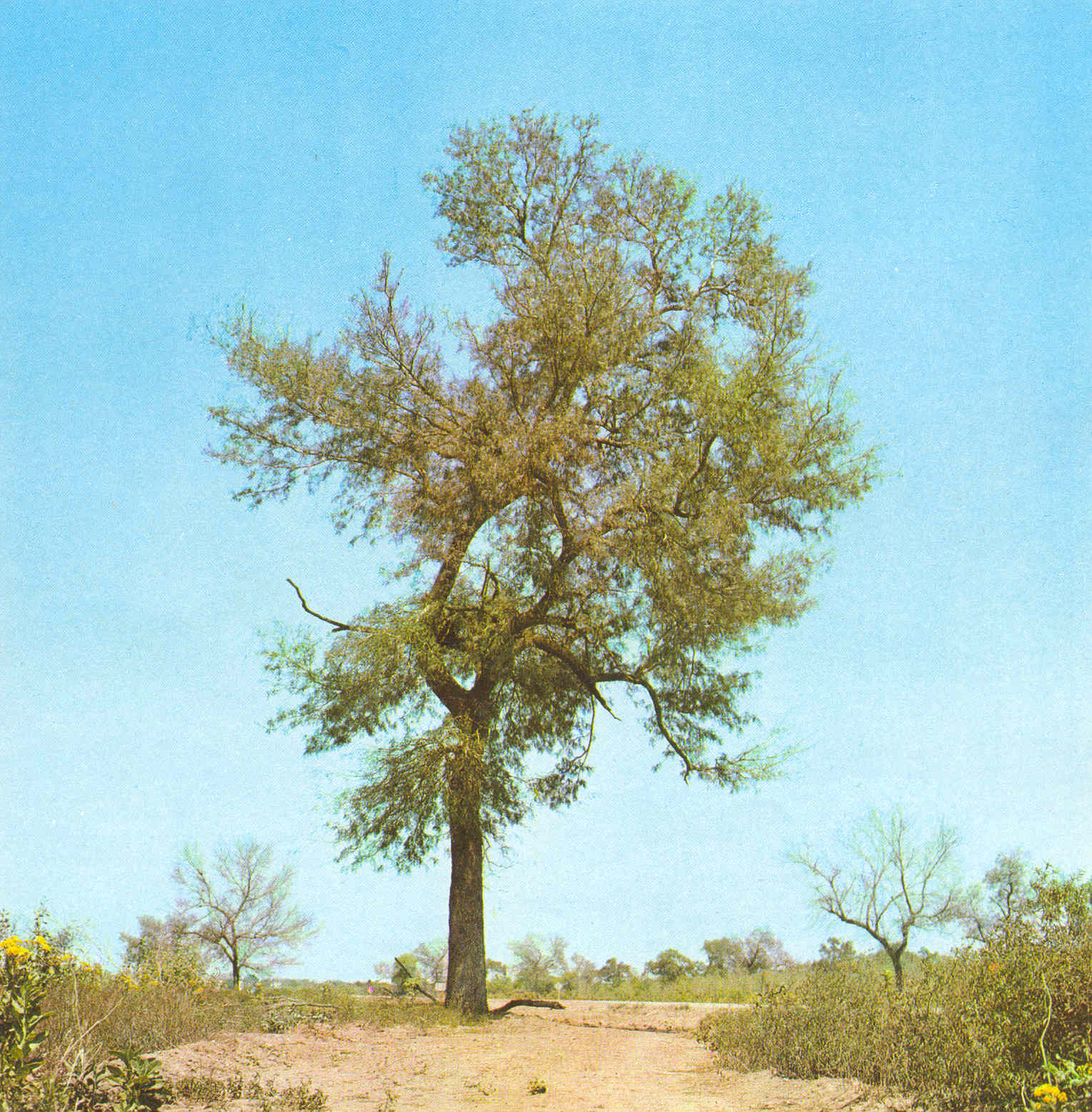
Quebracho colorado santiagueño, ejemplo de árbol característico del clima semitropical continental.

En América del Sur se distribuye en el sudeste de Bolivia; en el oeste de Paraguay; y en el norte de la Argentina, en las provincias de Salta en el este, en el sudeste de la provincia de Jujuy, en el noreste de Santiago del Estero, y en las mitades occidentales de las provincias de Chaco, y Formosa.  
En África, se distribuye en Angola, y Mozambique.
En Asia, se encuentra en el sudeste de Pakistán, y el centro-norte de la India.

En Oceanía, se distribuye en el centro-norte de Australia.

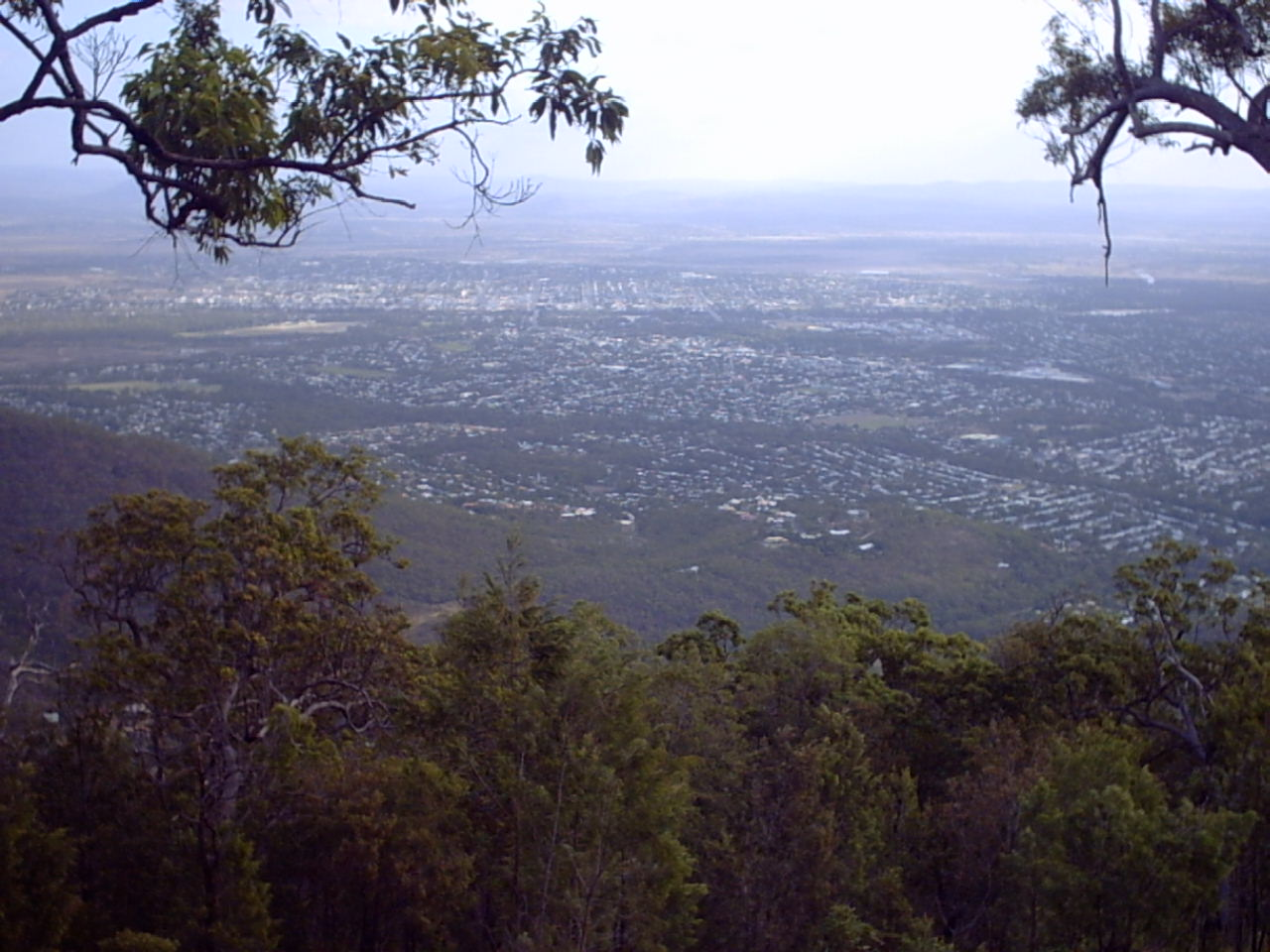
Rockhampton en Australia, un ejemplo de ciudad de clima semitropical continental.

#### Localidades
- Mupa,  Angola
- Pereira d'Eca, Angola
- Yuto, provincia de Jujuy,  Argentina
- Rivadavia, provincia de Salta, Argentina
- Santa Victoria Este, provincia de Salta, Argentina
- Coronel Juan Solá, provincia de Salta, Argentina
- Hickmann, provincia de Salta, Argentina
- Campo Durán, provincia de Salta, Argentina
- Dragones, provincia de Salta, Argentina
- Tartagal, provincia de Salta, Argentina
- Embarcación, provincia de Salta, Argentina
- El Tabacal, provincia de Salta, Argentina
- Misión Chaqueña, provincia de Salta, Argentina
- Nueva Pompeya, provincia del Chaco, Argentina
- Pampa del Infierno, provincia del Chaco, Argentina
- El Sauzalito, provincia del Chaco, Argentina
- Misión Nueva Pompeya, provincia del Chaco, Argentina
- Fuerte Esperanza, provincia del Chaco, Argentina
- Monte Quemado, provincia de Santiago del Estero, Argentina
- Pampa de los Guanacos, provincia de Santiago del Estero, Argentina
- El Caburé, provincia de Santiago del Estero, Argentina
- Campo Gallo, provincia de Santiago del Estero, Argentina
- Los Pirpintos, provincia de Santiago del Estero, Argentina
- Ingeniero Juárez, provincia de Formosa, Argentina
- General Mosconi, provincia de Formosa, Argentina
- Pozo de Maza, provincia de Formosa, Argentina
- Daly Waters,  Australia
- Katherine, Territorio del Norte, Australia
- Rockhampton, Queensland, Australia
- Villamontes, Departamento de Tarija,  Bolivia
- Muyupampa, Departamento de Chuquisaca, Bolivia
- Barner,  India
- Bhuj, India
- Kanpur, India
- Varanasi, India
- Baroda, India
- Ranchi, India
- Purnea, India
- Ciudad Victoria, Tamaulipas,  México
- Caniçado,  Mozambique
- Chicōa, Mozambique
- Hyderabad, Sind,  Pakistán
- Mariscal Estigarribia, Departamento de Boquerón,  Paraguay
- Pedro Peña, Departamento de Boquerón, Paraguay
- Filadelfia, Departamento de Boquerón, Paraguay

| Parámetros climáticos promedio de Rockhampton, Australia. | Parámetros climáticos promedio de Rockhampton, Australia. | Parámetros climáticos promedio de Rockhampton, Australia. | Parámetros climáticos promedio de Rockhampton, Australia. | Parámetros climáticos promedio de Rockhampton, Australia. | Parámetros climáticos promedio de Rockhampton, Australia. | Parámetros climáticos promedio de Rockhampton, Australia. | Parámetros climáticos promedio de Rockhampton, Australia. | Parámetros climáticos promedio de Rockhampton, Australia. | Parámetros climáticos promedio de Rockhampton, Australia. | Parámetros climáticos promedio de Rockhampton, Australia. | Parámetros climáticos promedio de Rockhampton, Australia. | Parámetros climáticos promedio de Rockhampton, Australia. | Parámetros climáticos promedio de Rockhampton, Australia. |
| Mes                                                       | Ene.                                                      | Feb.                                                      | Mar.                                                      | Abr.                                                      | May.                                                      | Jun.                                                      | Jul.                                                      | Ago.                                                      | Sep.                                                      | Oct.                                                      | Nov.                                                      | Dic.                                                      | Anual                                                     |
| --------------------------------------------------------- | --------------------------------------------------------- | --------------------------------------------------------- | --------------------------------------------------------- | --------------------------------------------------------- | --------------------------------------------------------- | --------------------------------------------------------- | --------------------------------------------------------- | --------------------------------------------------------- | --------------------------------------------------------- | --------------------------------------------------------- | --------------------------------------------------------- | --------------------------------------------------------- | --------------------------------------------------------- |
| Temp. máx. abs. (°C)                                      | 42.5                                                      | 43.3                                                      | 42.1                                                      | 35.4                                                      | 32.6                                                      | 32.3                                                      | 30.6                                                      | 35.1                                                      | 37.1                                                      | 41.1                                                      | 45.3                                                      | 41.3                                                      | 45.3                                                      |
| Temp. máx. media (°C)                                     | 31.9                                                      | 31.3                                                      | 30.5                                                      | 28.8                                                      | 26.0                                                      | 23.4                                                      | 23.1                                                      | 24.7                                                      | 27.3                                                      | 29.6                                                      | 31.2                                                      | 32.1                                                      | 28.3                                                      |
| Temp. mín. media (°C)                                     | 22.1                                                      | 22.1                                                      | 20.8                                                      | 17.9                                                      | 14.2                                                      | 10.9                                                      | 9.5                                                       | 10.6                                                      | 13.5                                                      | 17.0                                                      | 19.5                                                      | 21.2                                                      | 16.6                                                      |
| Temp. mín. abs. (°C)                                      | 16.3                                                      | 16.2                                                      | 11.0                                                      | 4.7                                                       | 2.9                                                       | -1.0                                                      | -0.9                                                      | -0.3                                                      | 3.4                                                       | 7.0                                                       | 9.4                                                       | 10.2                                                      | -1.0                                                      |
| Precipitación total (mm)                                  | 127.6                                                     | 143.0                                                     | 95.5                                                      | 44.4                                                      | 48.1                                                      | 39.0                                                      | 29.6                                                      | 27.6                                                      | 23.1                                                      | 50.2                                                      | 69.8                                                      | 101.4                                                     | 799.0                                                     |
| Fuente: Australian Bureau of Meteorology                  |                                                           |                                                           |                                                           |                                                           |                                                           |                                                           |                                                           |                                                           |                                                           |                                                           |                                                           |                                                           |                                                           |

#### Vegetación
En América del Sur, las regiones con este clima presentan como vegetación dominante al bosque chaqueño semixerófilo, con sabanas en las abras y sobre los médanos.

### Semitropical húmedo (número climático: 4.4)
El clima semitropical húmedo se encuentra en América del Norte, en la mitad sur de la península de Florida, en el sudeste de los Estados Unidos.

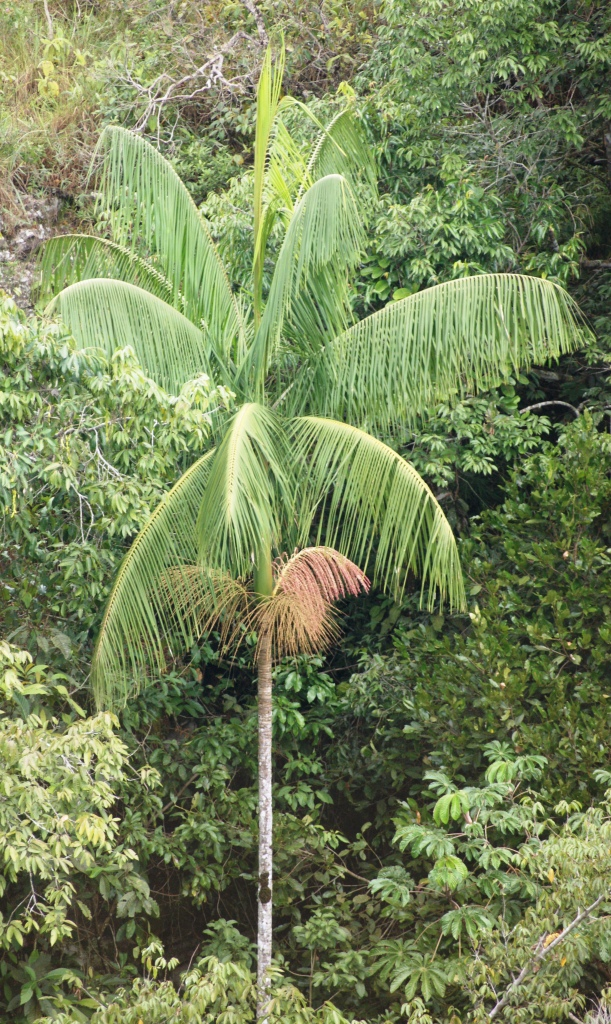
Palmito, ejemplo de árbol característico del clima semitropical húmedo.

En América del Sur, y haciendo eje en el río Alto Paraná, se encuentra en el sudeste de Brasil en el sudeste del estado de Mato Grosso del Sur, y el oeste del estado de Paraná; en el este de Paraguay; y en el noreste de Argentina, en las localidades de menor altitud de Misiones y en el nordeste de la provincia de Corrientes, corriendo hacia el sur por las costas del río Uruguay.

En África, sólo se distribuye en un sector de la costa este de Sudáfrica.

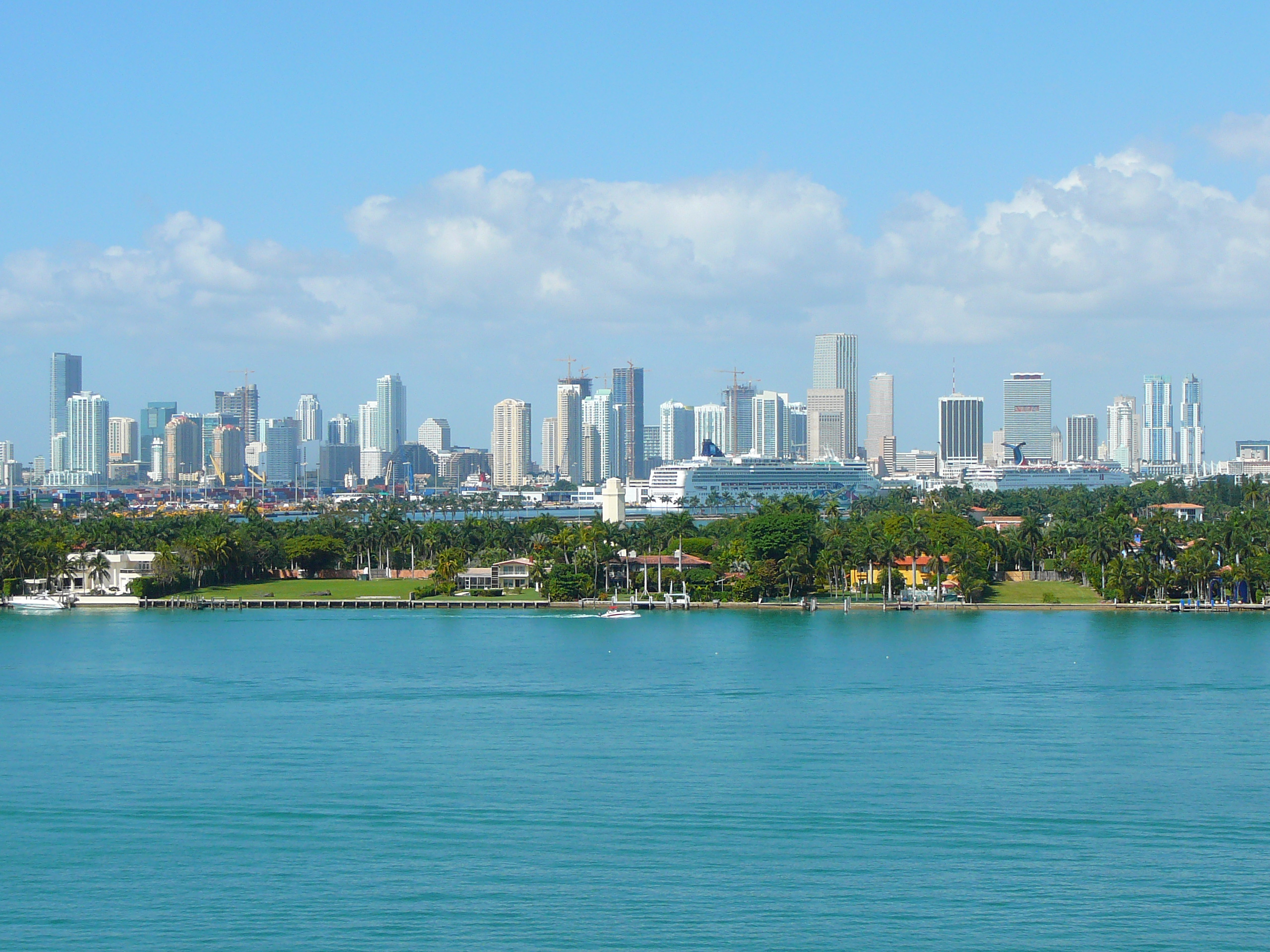
Una ciudad con clima semitropical húmedo: Miami, Estados Unidos.

#### Localidades
- Santo Tomé, provincia de Corrientes,  Argentina
- Gobernador Virasoro, provincia de Corrientes, Argentina
- Wanda, provincia de Misiones, Argentina
- Puerto Iguazú, provincia de Misiones, Argentina
- Posadas, provincia de Misiones, Argentina
- El Dorado, provincia de Misiones, Argentina
- Apóstoles, provincia de Misiones, Argentina
- Concepción de la Sierra, provincia de Misiones, Argentina
- Puerto Rico, provincia de Misiones, Argentina
- Montecarlo, provincia de Misiones, Argentina
- San Javier, provincia de Misiones, Argentina
- Campo Grande, Mato Grosso del Sur,  Brasil
- Dourados, Mato Grosso del Sur, Brasil
- São Borja, Río Grande del Sur, Brasil
- Cascavel, Estado de Paraná, Brasil
- Foz do Iguaçu, Estado de Paraná, Brasil
- Miami, Florida,  Estados Unidos
- Encarnación, Departamento de Itapúa,  Paraguay
- Salto del Guairá, Departamento de Canindeyú, Paraguay
- Ciudad del Este, Departamento de Alto Paraná, Paraguay
- Caazapá, Departamento de Caazapá, Paraguay
- Villarrica, Departamento de Guairá, Paraguay
- Durban, KwaZulu-Natal,  Sudáfrica
- San Juan. Puerto Rico

| Parámetros climáticos promedio de Miami (MIA, 1961-1990)               | Parámetros climáticos promedio de Miami (MIA, 1961-1990) | Parámetros climáticos promedio de Miami (MIA, 1961-1990) | Parámetros climáticos promedio de Miami (MIA, 1961-1990) | Parámetros climáticos promedio de Miami (MIA, 1961-1990) | Parámetros climáticos promedio de Miami (MIA, 1961-1990) | Parámetros climáticos promedio de Miami (MIA, 1961-1990) | Parámetros climáticos promedio de Miami (MIA, 1961-1990) | Parámetros climáticos promedio de Miami (MIA, 1961-1990) | Parámetros climáticos promedio de Miami (MIA, 1961-1990) | Parámetros climáticos promedio de Miami (MIA, 1961-1990) | Parámetros climáticos promedio de Miami (MIA, 1961-1990) | Parámetros climáticos promedio de Miami (MIA, 1961-1990) | Parámetros climáticos promedio de Miami (MIA, 1961-1990) |
| Mes                                                                    | Ene.                                                     | Feb.                                                     | Mar.                                                     | Abr.                                                     | May.                                                     | Jun.                                                     | Jul.                                                     | Ago.                                                     | Sep.                                                     | Oct.                                                     | Nov.                                                     | Dic.                                                     | Anual                                                    |
| ---------------------------------------------------------------------- | -------------------------------------------------------- | -------------------------------------------------------- | -------------------------------------------------------- | -------------------------------------------------------- | -------------------------------------------------------- | -------------------------------------------------------- | -------------------------------------------------------- | -------------------------------------------------------- | -------------------------------------------------------- | -------------------------------------------------------- | -------------------------------------------------------- | -------------------------------------------------------- | -------------------------------------------------------- |
| Temp. máx. media (°C)                                                  | 24                                                       | 24.7                                                     | 26.2                                                     | 28                                                       | 29.6                                                     | 30.9                                                     | 31.7                                                     | 31.7                                                     | 31                                                       | 29.2                                                     | 26.9                                                     | 24.8                                                     | 28.2                                                     |
| Temp. media (°C)                                                       | 19.6                                                     | 20.3                                                     | 22.1                                                     | 24                                                       | 25.9                                                     | 27.4                                                     | 28.1                                                     | 28.2                                                     | 27.7                                                     | 25.7                                                     | 23.1                                                     | 20.6                                                     | 24.4                                                     |
| Temp. mín. media (°C)                                                  | 15.1                                                     | 15.8                                                     | 17.9                                                     | 19.9                                                     | 22.3                                                     | 23.9                                                     | 24.6                                                     | 24.8                                                     | 24.4                                                     | 22.3                                                     | 19.3                                                     | 16.4                                                     | 20.5                                                     |
| Lluvias (mm)                                                           | 51.1                                                     | 52.8                                                     | 60.7                                                     | 72.4                                                     | 157.7                                                    | 237.0                                                    | 144.8                                                    | 192.5                                                    | 193.8                                                    | 143.3                                                    | 67.6                                                     | 46.5                                                     | 1420.2                                                   |
| Días de lluvias (≥ 1 mm)                                               | 5.3                                                      | 4.6                                                      | 4.9                                                      | 4.5                                                      | 9.0                                                      | 13.8                                                     | 13.3                                                     | 15.0                                                     | 14.2                                                     | 10.9                                                     | 7.1                                                      | 4.5                                                      | 107.1                                                    |
| Horas de sol                                                           | 220.1                                                    | 217.5                                                    | 275.9                                                    | 294.0                                                    | 300.7                                                    | 288.0                                                    | 310.0                                                    | 288.3                                                    | 261.0                                                    | 260.4                                                    | 222.0                                                    | 217.0                                                    | 3154.9                                                   |
| Fuente: Organización Meteorológica Mundial (ONU) 20 de octubre de 2011 |                                                          |                                                          |                                                          |                                                          |                                                          |                                                          |                                                          |                                                          |                                                          |                                                          |                                                          |                                                          |                                                          |
| Fuente n.º 2: Hong Kong Observatory (sunshine hours)                   |                                                          |                                                          |                                                          |                                                          |                                                          |                                                          |                                                          |                                                          |                                                          |                                                          |                                                          |                                                          |                                                          |

#### Vegetación
En América del Sur, las regiones con este clima presentan como vegetación dominante a la selva de la Mata atlántica. En el sector sur, con menores lluvias y suelos duros, se presenta una sabana con especies relacionadas con el Cerrado.

### Semitropical semiestépico (número climático: 4.6)
En América del Sur el clima semitropical semiestépico se encuentra en el centro del Brasil en el sudoeste del estado de Mato Grosso del Sur; en la franja central de Paraguay, con eje en el río homónimo, en el noreste de Argentina, en el este de las provincias de Formosa y Chaco, y el extremo norte de la de Corrientes.
En África, se distribuye en Angola.

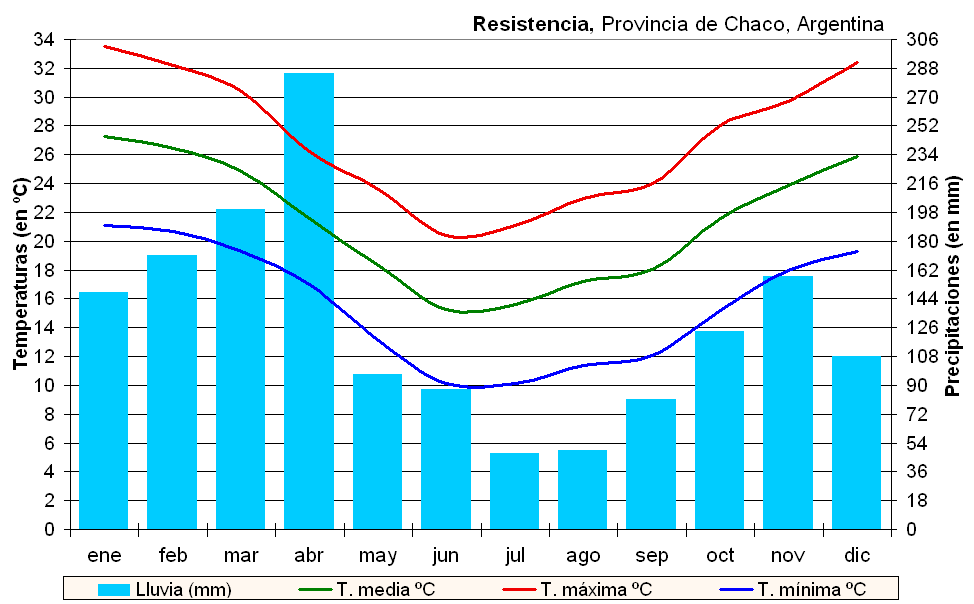
Climograma de Resistencia, ciudad con clima semitropical semiestépico.

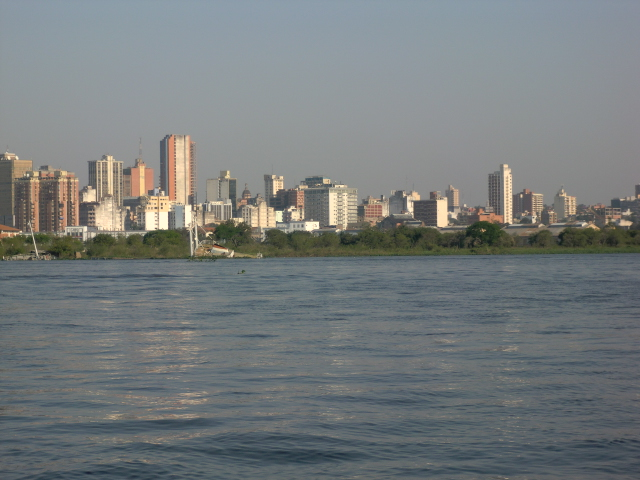
Una ciudad con clima semitropical semiestépico: Asunción, Paraguay.

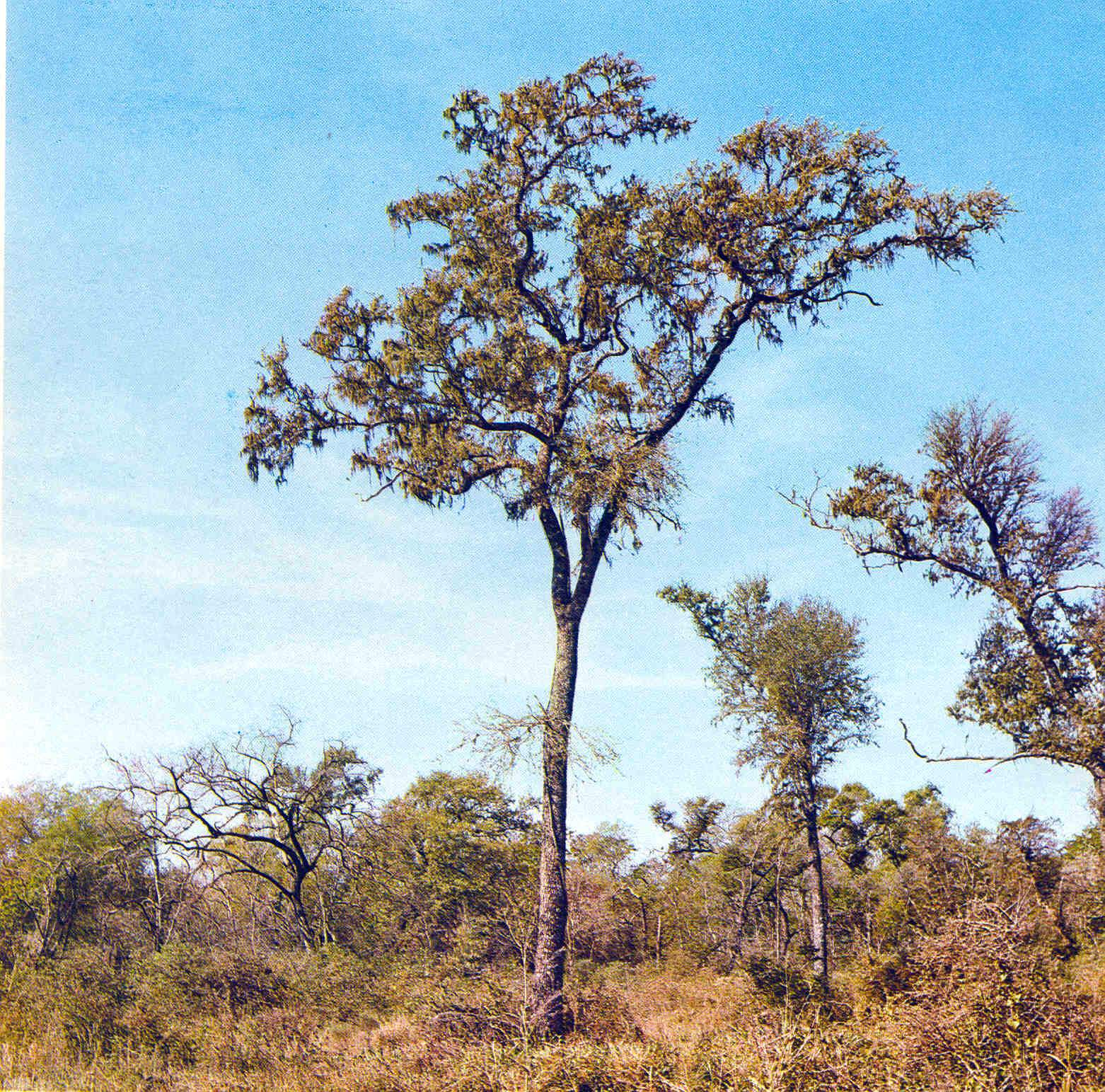
Quebracho colorado chaqueño, ejemplo de árbol característico del clima semitropical semiestépico.

En Oceanía, se distribuye en el este de Australia. 

#### Localidades
- Sunginge,  Angola
- Caá Catí, provincia de Corrientes,  Argentina
- ciudad de Corrientes, provincia de Corrientes, Argentina
- Itá Ibaté, provincia de Corrientes, Argentina
- Itatí, provincia de Corrientes, Argentina
- Ituzaingó, provincia de Corrientes, Argentina
- ciudad de Formosa, provincia de Formosa, Argentina
- Las Lomitas, provincia de Formosa, Argentina
- El Colorado, provincia de Formosa, Argentina
- Clorinda, provincia de Formosa, Argentina
- Pirané, provincia de Formosa, Argentina
- El Espinillo, provincia de Formosa, Argentina
- Presidencia Roque Sáenz Peña, provincia del Chaco, Argentina
- Juan José Castelli, provincia del Chaco, Argentina
- La Leonesa, provincia del Chaco, Argentina
- General José de San Martín, provincia del Chaco, Argentina
- Nyngan, Nueva Gales del Sur,  Australia
- Bourke, Nueva Gales del Sur, Australia
- Walgett, Nueva Gales del Sur, Australia
- Charleville, Queensland, Australia
- Rolleston, Queensland, Australia
- Maryborough, Australia
- Puerto Suárez, Santa Cruz,  Bolivia
- Bela Vista, Mato Grosso del Sur,  Brasil
- Asunción, Departamento Central,  Paraguay
- Puerto Casado, Departamento de Alto Paraguay, Paraguay
- Misión Inglesa, Paraguay
- Concepción, Concepción, Paraguay
- San Pedro del Ycuamandiyú, San Pedro, Paraguay
- Caacupé, Departamento de Cordillera, Paraguay
- Puerto Pinasco, Departamento Presidente Hayes, Paraguay
- Paraguarí, Departamento de Paraguarí, Paraguay
- Bahía Negra, Departamento de Alto Paraguay, Paraguay
- Pilar, Departamento de Ñeembucú, Paraguay

| Parámetros climáticos promedio de Asunción, Paraguay              | Parámetros climáticos promedio de Asunción, Paraguay | Parámetros climáticos promedio de Asunción, Paraguay | Parámetros climáticos promedio de Asunción, Paraguay | Parámetros climáticos promedio de Asunción, Paraguay | Parámetros climáticos promedio de Asunción, Paraguay | Parámetros climáticos promedio de Asunción, Paraguay | Parámetros climáticos promedio de Asunción, Paraguay | Parámetros climáticos promedio de Asunción, Paraguay | Parámetros climáticos promedio de Asunción, Paraguay | Parámetros climáticos promedio de Asunción, Paraguay | Parámetros climáticos promedio de Asunción, Paraguay | Parámetros climáticos promedio de Asunción, Paraguay | Parámetros climáticos promedio de Asunción, Paraguay |
| Mes                                                               | Ene.                                                 | Feb.                                                 | Mar.                                                 | Abr.                                                 | May.                                                 | Jun.                                                 | Jul.                                                 | Ago.                                                 | Sep.                                                 | Oct.                                                 | Nov.                                                 | Dic.                                                 | Anual                                                |
| ----------------------------------------------------------------- | ---------------------------------------------------- | ---------------------------------------------------- | ---------------------------------------------------- | ---------------------------------------------------- | ---------------------------------------------------- | ---------------------------------------------------- | ---------------------------------------------------- | ---------------------------------------------------- | ---------------------------------------------------- | ---------------------------------------------------- | ---------------------------------------------------- | ---------------------------------------------------- | ---------------------------------------------------- |
| Temp. máx. media (°C)                                             | 34                                                   | 33                                                   | 32                                                   | 28                                                   | 25                                                   | 23                                                   | 23                                                   | 25                                                   | 26                                                   | 29                                                   | 31                                                   | 32                                                   | 28                                                   |
| Temp. mín. media (°C)                                             | 23                                                   | 22                                                   | 21                                                   | 19                                                   | 16                                                   | 14                                                   | 13                                                   | 14                                                   | 16                                                   | 19                                                   | 20                                                   | 22                                                   | 18                                                   |
| Lluvias (mm)                                                      | 147                                                  | 129                                                  | 118                                                  | 166                                                  | 113                                                  | 82                                                   | 39                                                   | 73                                                   | 88                                                   | 131                                                  | 164                                                  | 150                                                  | 1318                                                 |
| Días de lluvias (≥ 1 mm)                                          | 8                                                    | 7                                                    | 7                                                    | 8                                                    | 7                                                    | 7                                                    | 4                                                    | 5                                                    | 6                                                    | 8                                                    | 8                                                    | 8                                                    | 83                                                   |
| Fuente: Dirección Nacional de Meteorología de Asunción(1971-2000) |                                                      |                                                      |                                                      |                                                      |                                                      |                                                      |                                                      |                                                      |                                                      |                                                      |                                                      |                                                      |                                                      |

#### Vegetación
En América del Sur, las regiones con este clima presentan como vegetación dominante un complejo de bosques chaqueños semixerófilos, sabanas, bosques monoespecíficos de palmeras, selvas en galería bordeando los ríos, y vegetación acuática en los humedales, la que en el sector norte, forma el gran Pantanal.